# Deens voetbalelftal in 1994
Het Deens voetbalelftal speelde acht officiële interlands in het jaar 1994, waaronder drie duels in de kwalificatiereeks voor het EK voetbal 1996 in Engeland. De selectieJen, bijgenaamd The Danish Dynamite na de Europese titel van 1992, stond onder leiding van bondscoach Richard Møller Nielsen, die in het voorjaar van 1990 de Duitser Sepp Piontek was opgevolgd.

## Balans
| Wedstrijden | Wedstrijden | Wedstrijden | Wedstrijden | Doelpunten | Doelpunten | Doelpunten | Punten |
| Gespeeld    | Winst       | Gelijk      | Verlies     | Voor       | Tegen      | Saldo      | Punten |
| ----------- | ----------- | ----------- | ----------- | ---------- | ---------- | ---------- | ------ |
| 8           | 4           | 1           | 3           | 11         | 10         | +1         | 1.125  |

## Interlands
|                                                    |                 |       |            |                                                                                   |
| 9 maart Vriendschappelijk № 580 «onderlinge duels» | Engeland        | 1 – 0 | Denemarken | Wembley Stadium, Londen Toeschouwers: 71.790 Scheidsrechter: Jaap Uilenberg (NED) |
| 9 maart Vriendschappelijk № 580 «onderlinge duels» | David Platt 16' |       |            | Wembley Stadium, Londen Toeschouwers: 71.790 Scheidsrechter: Jaap Uilenberg (NED) |

|                                                     |                                                                     |       |                  |                                                                                   |
| 20 april Vriendschappelijk № 581 «onderlinge duels» | Denemarken                                                          | 3 – 1 | Hongarije        | Parken, Kopenhagen Toeschouwers: 12.152 Scheidsrechter: Styrbjörn Oskarsson (FIN) |
| 20 april Vriendschappelijk № 581 «onderlinge duels» | Michael Laudrup 23' (pen.) Michael Laudrup 44' Flemming Povlsen 60' |       | 2' István Vincze | Parken, Kopenhagen Toeschouwers: 12.152 Scheidsrechter: Styrbjörn Oskarsson (FIN) |

|                                                   |                     |       |        |                                                                             |
| 26 mei Vriendschappelijk № 582 «onderlinge duels» | Denemarken          | 1 – 0 | Zweden | Parken, Kopenhagen Toeschouwers: 28.689 Scheidsrechter: Rune Pedersen (NOR) |
| 26 mei Vriendschappelijk № 582 «onderlinge duels» | Michael Laudrup 54' |       |        | Parken, Kopenhagen Toeschouwers: 28.689 Scheidsrechter: Rune Pedersen (NOR) |

|                                                   |                                         |       |                      |                                                                                |
| 1 juni Vriendschappelijk № 583 «onderlinge duels» | Noorwegen                               | 2 – 1 | Denemarken           | Ullevaal Stadion, Oslo Toeschouwers: 26.123 Scheidsrechter: Leif Sundell (SWE) |
| 1 juni Vriendschappelijk № 583 «onderlinge duels» | Jahn Ivar Jakobsen 35' Henning Berg 45' |       | 42' Flemming Povlsen | Ullevaal Stadion, Oslo Toeschouwers: 26.123 Scheidsrechter: Leif Sundell (SWE) |

|                                                        |                                        |       |                  |                                                                           |
| 17 augustus Vriendschappelijk № 584 «onderlinge duels» | Denemarken                             | 2 – 1 | Finland          | Parken, Kopenhagen Toeschouwers: 7.692 Scheidsrechter: Günter Benkö (AUT) |
| 17 augustus Vriendschappelijk № 584 «onderlinge duels» | Brian Laudrup 66' Morten Wieghorst 74' |       | 40' Kim Suominen | Parken, Kopenhagen Toeschouwers: 7.692 Scheidsrechter: Günter Benkö (AUT) |

|                                                      |                     |       |                      |                                                                                       |
| 7 september EK-kwalificatie № 585 «onderlinge duels» | Macedonië           | 1 – 1 | Denemarken           | Gradski Stadion, Skopje Toeschouwers: 22.000 Scheidsrechter: Mario van der Ende (NED) |
| 7 september EK-kwalificatie № 585 «onderlinge duels» | Mitko Stojkovski 4' |       | 86' Flemming Povlsen | Gradski Stadion, Skopje Toeschouwers: 22.000 Scheidsrechter: Mario van der Ende (NED) |

|                                                     |                                                  |       |                  |                                                                                  |
| 12 oktober EK-kwalificatie № 586 «onderlinge duels» | Denemarken                                       | 3 – 1 | België           | Parken, Kopenhagen Toeschouwers: 40.075 Scheidsrechter: Pierluigi Pairetto (ITA) |
| 12 oktober EK-kwalificatie № 586 «onderlinge duels» | Kim Vilfort 35' John Jensen 72' Mark Strudal 86' |       | 31' Marc Degryse | Parken, Kopenhagen Toeschouwers: 40.075 Scheidsrechter: Pierluigi Pairetto (ITA) |

|                                                      |                                              |       |            |                                                                                                 |
| 16 november EK-kwalificatie № 587 «onderlinge duels» | Spanje                                       | 3 – 0 | Denemarken | Estadio Ramón Sánchez Pizjuán, Sevilla Toeschouwers: 26.428 Scheidsrechter: Jim McCluskey (SCO) |
| 16 november EK-kwalificatie № 587 «onderlinge duels» | Miguel Nadal 41' Donato 57' Luis Enrique 87' |       |            | Estadio Ramón Sánchez Pizjuán, Sevilla Toeschouwers: 26.428 Scheidsrechter: Jim McCluskey (SCO) |

## FIFA-wereldranglijst
| JAN | FEB | MAR | APR | MEI | JUN | JUL | AUG | SEP | OKT | NOV | DEC |
| --- | --- | --- | --- | --- | --- | --- | --- | --- | --- | --- | --- |
|     | 4   | 4   | 6   | 5   | 9   | 12  |     | 13  | 13  | 14  | 14  |

## Statistieken
| Peter Schmeichel    | 1963-11-18 | Manchester United | 7 | 0 | 0 | 73 | 0 |
| Mogens Krogh        | 1963-10-31 | Brøndby IF        | 1 | 0 | 0 |    |   |
| Verdediging         |            |                   |   |   |   |    |   |
| Marc Rieper         | 1968-06-05 | West Ham United   | 8 | 0 | 0 |    |   |
| Lars Olsen          | 1961-02-02 | FC Basel          | 7 | 0 | 0 |    |   |
| Thomas Helveg       | 1971-06-24 | Udinese           | 6 | 1 | 0 |    |   |
| Jakob Friis-Hansen  | 1967-03-06 | Lille OSC         | 5 | 0 | 0 | 13 | 0 |
| Jes Høgh            | 1966-05-07 | Aalborg BK        | 3 | 1 | 0 |    |   |
| Jakob Kjeldbjerg    | 1969-10-21 | Chelsea           | 2 | 2 | 0 |    |   |
| Jens Risager        | 1971-04-09 | Brøndby IF        | 2 | 0 | 0 | 2  | 0 |
| Brian Jensen        | 1968-04-23 | Stade Rennais     | 1 | 1 | 0 |    |   |
| Henrik Andersen     | 1965-05-07 | 1. FC Köln        | 1 | 0 | 0 |    |   |
| Carsten Dethlefsen  | 1969-01-18 | Odense BK         | 1 | 0 | 0 |    |   |
| Middenveld          |            |                   |   |   |   |    |   |
| Michael Laudrup     | 1964-06-15 | Real Madrid       | 8 | 0 | 3 |    |   |
| Kim Vilfort         | 1962-11-15 | Brøndby IF        | 8 | 0 | 1 |    |   |
| Brian Steen Nielsen | 1968-12-28 | Fenerbahçe SK     | 6 | 1 | 0 |    |   |
| John Jensen         | 1965-05-03 | Arsenal           | 3 | 2 | 1 |    |   |
| Henrik Larsen       | 1966-05-17 | Lyngby BK         | 3 | 1 | 0 |    |   |
| Morten Wieghorst    | 1971-02-25 | Dundee FC         | 0 | 1 | 1 |    |   |
| Jesper Kristensen   | 1971-10-09 | Brøndby IF        | 0 | 1 | 0 |    |   |
| Aanval              |            |                   |   |   |   |    |   |
| Brian Laudrup       | 1969-02-22 | Glasgow Rangers   | 8 | 0 | 1 |    |   |
| Flemming Povlsen    | 1966-12-03 | Borussia Dortmund | 3 | 2 | 3 |    |   |
| Bent Christensen    | 1967-01-04 | SD Compostela     | 2 | 2 | 0 |    |   |
| Mark Strudal        | 1968-04-29 | Brøndby IF        | 2 | 1 | 1 |    |   |
| Frank Pingel        | 1964-05-09 | Fenerbahçe SK     | 1 | 1 | 0 |    |   |
| Søren Frederiksen   | 1972-01-27 | Silkeborg IF      | 0 | 1 | 0 |    |   |